# Richard Henry Dana
Richard Henry Dana (1 de agosto de 1815, Cambridge (Massachusetts), Estados Unidos - 6 de enero de 1882, Roma, Italia) fue un escritor y abogado estadounidense. Siendo joven, dejó el Harvard College debido a su vista debilitada y se embarcó para ser marinero. Después de recobrar la salud, regresó y se convirtió en abogado.
Es recordado por su obra autobiográfica Two Years Before the Mast (Dos años al pie del mástil,1840), la cual revelaba con realismo la vida en la mar y los abusos soportados por los marineros. A su regreso escribiría The Seaman's Friend (1841) que se volvió la guía fidedigna de los derechos y obligaciones legales de los hombres de mar.
También elaboró una edición académica del Elements of International Law de Henry Wheaton en 1866, facilitando ayuda legal gratuita a los esclavos fugitivos y trabajando como jurista en Massachusetts.

## Obras

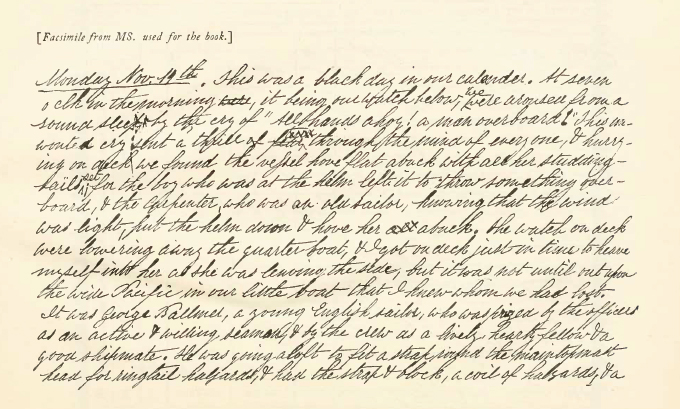
Manuscrito de Dos años al pie del mástil, comienzo del capítulo VI

- Dos años al pie del mástil. Barcelona: Alba Minus. 2017. ISBN 978-84-9065-331-9.

## Enkaces externos
- Wikimedia Commons alberga una categoría multimedia sobre Richard Henry Dana.

- Datos: Q527981
- Multimedia: Richard Henry Dana, Jr. / Q527981